# La Ferté-Macé
La Ferté-Macé là một xã của tỉnh Orne, thuộc vùng hành chính Normandie miền tây bắc nước Pháp.